# Волск
Волск (на руски: Вольск) е град в Русия, административен център на Волски район, Саратовска област. Населението му към 1 януари 2018 е 63 212 души.